# 자포드 비블브락스

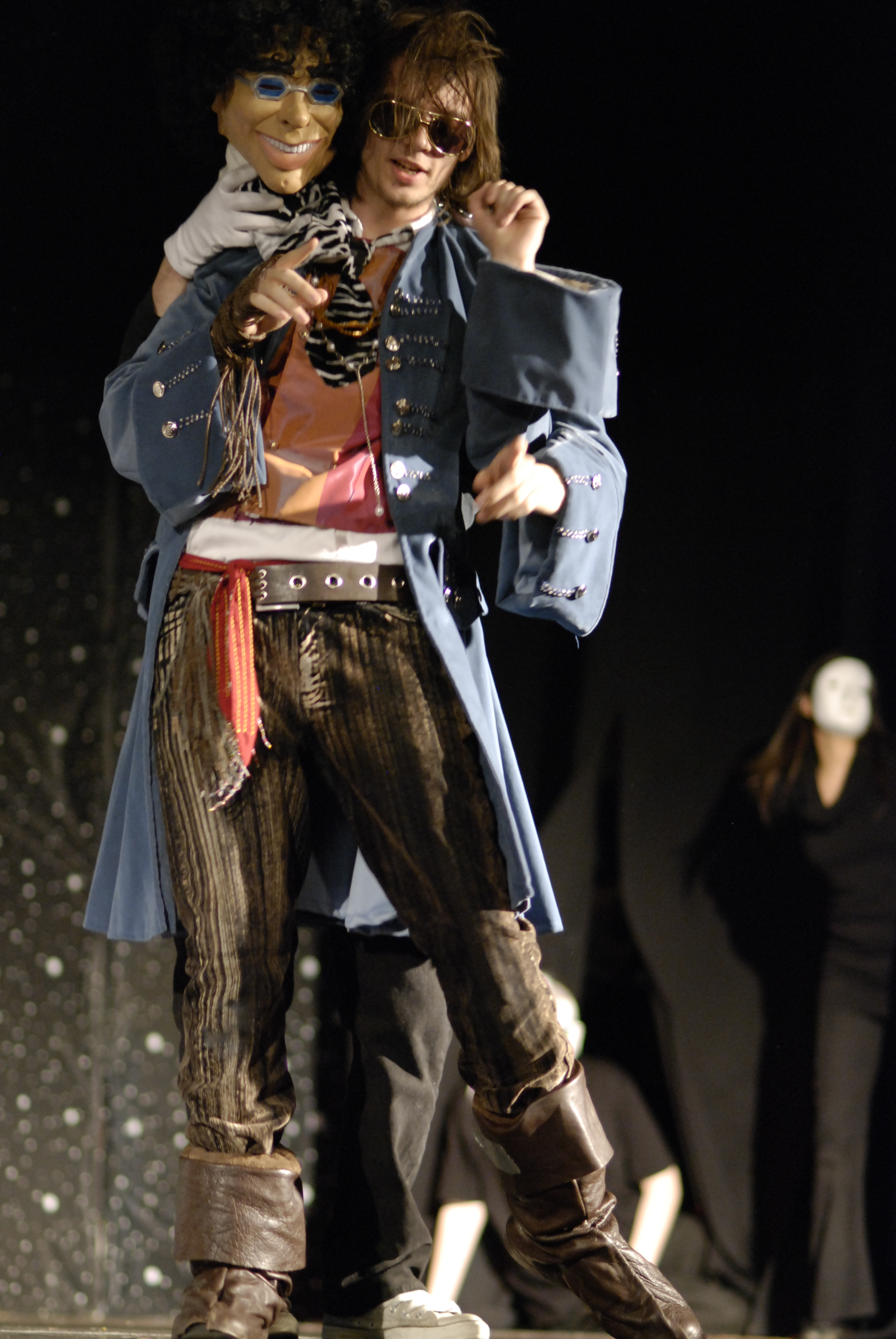

자포드 비블브락스(Zaphod Beeblebrox)는 더글러스 애덤스가 쓴 코믹 과학 소설인 《은하수를 여행하는 히치하이커를 위한 안내서》에 나오는 가상의 등장인물이다.
자포드는 베텔게우스와 가까운 행성 출신이고, 그리고 "피임도구와 타임머신이 얽힌 사고"로 인해서 포드 프리펙트와 사촌관계이다. 그리고 그 사고로 인해서 그의 아버지는 자포드 비블브록스 2세이고, 또한 그의 직계선조의 이름은 자포드 비블브록스 4세이다.